# Gary Kelly
Gary Oliver Kelly (* 9. Juli 1974 in Drogheda) ist ein ehemaliger irischer Fußballspieler. Als rechter Außenverteidiger, der auch im Mittelfeld eingesetzt werden konnte, stand er während seiner gesamten Profikarriere bei Leeds United unter Vertrag. Dazu absolvierte er 52 Länderspiele für die irische A-Nationalmannschaft und war in den Jahren 1994 in den USA sowie 2002 in Japan und Südkorea jeweils Teil des irischen Kaders.

## Sportlicher Werdegang

### Vereinskarriere
Als jüngstes von dreizehn Familienmitgliedern wurde Gary Kelly in der Dubliner „Fußballschmiede“ Home Farm FC ausgebildet und im Juli 1991 zog es ihn von dort nach England zu Leeds United. Er agierte zunächst als Stürmer und nach gerade einmal 15 Minuten Erfahrung in der Reservemannschaft, kam er am 8. Oktober 1991 im Ligapokal gegen Scunthorpe United per Einwechslung als Flügelspieler zu seinem Pflichtspieldebüt. Abgesehen von weiteren Kurzeinsätzen – davon zwei in der Meistersaison 1991/92, die nicht für den Erhalt einer offiziellen Meistermedaille ausreichten – dauerte es bis zur Saison 1993/94, in der Trainer Howard Wilkinson Kellys Talent in der Rolle des offensiven rechten Außenverteidigers erkannte und ihn am ersten Spieltag gegen Manchester City (1:1) erstmals in die Startelf berief. Mit seinen Stärken, die sich in der Schnelligkeit und großen Ausdauer zeigten, eroberte er sich schnell einen Stammplatz und profitierte dabei von der Langzeitverletzung des altgedienten Mel Sterland. Der Aufstieg war derart rasant, dass er nicht eines von 42 Ligaspielen verpasste und anschließend sogar mit der irischen Nationalmannschaft zur Weltmeisterschaft in die Vereinigten Staaten reiste. Auch in der folgenden Saison 1994/95 absolvierte er sämtliche Premier-League-Partien, wobei er sich zunehmend defensiv als Manndecker und offensiv mit Flanken etablierte. Das Toreschießen zählte hingegen nicht zu seinen Stärken und so blieb er auch seiner dritten Spielzeit 1995/96 als Stammkraft ohne Pflichtspieltor, bevor er diesbezüglich in der Saison 1996/97 die ersten (und einzigen) zwei Ligatreffer erzielte – zunächst gegen den FC Southampton (2:0) und danach per Freistoß gegen West Ham United (2:0).
In der Saison 1997/98 wechselte Kelly zumeist ins rechte Mittelfeld und während der Abwesenheit von Lucas Radebe anlässlich der Afrikameisterschaft half er in der Innenverteidigung aus. Mit nun 200 Pflichtspielen als gerade einmal 23-Jähriger ausgestattet, verlängerte er seinen Vertrag bis Mitte 2002. Aufgrund eines Schienbeinkantensyndroms verpasste er die gesamte Saison 1998/99 und nach der Genesung schien zu Beginn der Spielzeit 1999/2000 zunächst kein Platz in der Startelf für ihn zu existieren, da kurz zuvor Danny Mills für vier Millionen Pfund verpflichtet worden war. Binnen kurzer Zeit gewann Kelly jedoch diesen internen Konkurrenzkampf (auch begünstigt durch einige unglückliche Aktionen von Mills) und seine Darbietungen überzeugten derart, dass er sechs Jahre nach seinem sportlichen Durchbruch zum zweiten Mal in die Erstligamannschaft des Jahres („PFA Team of the Year“) gewählt wurde. Obwohl er seine Schnelligkeit mittlerweile eingebüßt hatte, gelang es ihm häufig mit gutem Stellungsspiel und Antizipationsfähigkeiten zu überzeugen. Weitere Verletzungsprobleme sorgten in der Saison 2000/01 aber dafür, dass der nun wieder formstärkere Mills nach der Jahreswende den Platz auf der rechten Abwehrseite zurückeroberte. Dadurch blieb für Kelly fortan nur noch der gelegentliche Platz im rechten Mittelfeld oder als Ersatz für Mills übrig. Die Glücksmomente – wie seine Vorbereitung zum 2:1-Siegtreffer von Harry Kewell gegen die Blackburn Rovers – blieben zwar rar, reichten aber dafür, dass er in der irischen Nationalmannschaft seine Chancen für die anstehende WM 2002 nicht verspielte.
Trotz einiger Spekulationen hinsichtlich eines Wechsels zu Vereinen wie Celtic Glasgow oder AFC Sunderland blieb Kelly in Leeds. Nachdem im Sommer 2002 seine zehnjährige Zugehörigkeit zum Klub mit einem Benefizspiel zugunsten seiner Krebsstiftung (in Angedenken an die 1998 im Alter von nur 35 Jahren verstorbene Schwester) belohnt worden war, kam er ab November 2002 häufiger in der Stammelf zum Einsatz, bevor ihn eine Verletzung im März 2003 wieder zurückwarf. In der Saison 2003/04 profitierte er davon, dass Mills ein Jahr lang an den FC Middlesbrough ausgeliehen wurde und er somit die vakante rechte Verteidigerposition belegen durfte. In der aufgrund von finanziellen Problemen zunehmend verjüngten Mannschaft, die in einer enttäuschenden Spielzeit in die Zweitklassigkeit abstieg, war dabei seine Erfahrung von zunehmendem Wert. In der Football League Championship wehrte er sich erfolgreich gegen den Konkurrenten Frazer Richardson und zeitweise vertrat er Paul Butler als Kapitän. Während der Saison erreichte er als zehnter Aktiver des Vereins die 500-Pflichtspiele-Marke; gleichzeitig war er der erste Spieler außerhalb der „Ära von Don Revie“, dem dies gelungen war und am Ende nominierte ihn die Spielergewerkschaft PFA ein weiteres Mal in die Mannschaft des Jahres (nun in die der zweiten Liga).
Nach der Saison 2006/07 beendete Kelly seine aktive Karriere. Kurz zuvor war er mit dem Klub als Tabellenletzter der zweiten Liga in die Drittklassigkeit abgestiegen. Dabei hatte er nur in den ersten drei Monaten seinen Stammplatz auf der rechten Seite verteidigt, aber nach insgesamt schwachen Darbietungen der Mannschaft blieb er nach der Partie gegen den FC Barnsley außen vor. Er absolvierte einige Partien für die Reservemannschaft, wurde dort aber als nicht fit genug betrachtet, um im Kampf um den Klassenerhalt eine Hilfe zu sein. Beim letzten Heimspiel gegen Ipswich Town, das den Abstieg besiegelte und mit einem Platzsturm endete, wurde er offiziell verabschiedet. Insgesamt bestritt er 531 Pflichtspiele für Leeds United, viele davon an der Seite seines Neffen Ian Harte.

### Irische Nationalmannschaft
Noch vor seinem sportlichen Durchbruch in Leeds hatte Kelly erste Erfahrungen in der irischen U-21-Auswahl gesammelt und nach seinem dortigen Debüt am 17. November 1992 per Einwechslung gegen die spanischen Nachwuchskicker (1:2) in der Europameisterschaftsqualifikation erstmals am 9. März 1993 in der Startelf gegen Deutschland (0:1) im selben Wettbewerb gestanden. Nachdem er in der Saison 1993/94 plötzlich zum Stammrechtsverteidiger bei Leeds United aufgestiegen war, beförderte ihn Jack Charlton prompt in die erste Mannschaft. Nur kurz nach dem Debüt gegen Russland im März 1994 und einem Tor zu einem 2:0-Freundschaftsspielsieg gegen Deutschland in Hannover am 29. Mai 1994 fuhr er mit zur WM-Endrunde 1994 in die Vereinigten Staaten. Dort kam er im dritten Gruppenspiel gegen Norwegen (0:0) und beim 0:2-Achtelfinalaus gegen die Niederlande zum Einsatz.
Er blieb in den folgenden beiden Jahren eine Konstante im irischen Team, bevor er nach dem Trainerwechsel zu Mick McCarthy 1996 erst einmal etwas überraschend nicht mehr nominiert wurde, dann aber aufgrund seiner beständig guten Leistungen in der Saison 1997/98 auf verschiedenen Positionen in Leeds sein Comeback feierte. Trotz weiterer Rückschläge durch eine schwere Verletzung in der Spielzeit 1998/99 und den Stammplatzverlust bei Leeds nach der Jahrtausendwende gehörte er auch zum irischen Kader bei der WM 2002 in Japan und Südkorea. Dort war er Stammspieler und absolvierte bis zu seiner Auswechslung nach 55 Minuten sein 50. Länderspiel im Achtelfinale gegen Spanien, das später nach Elfmeterschießen verloren ging. Im Anschluss an zwei weitere Auftritte in der EM-Qualifikation beendete er nach einer 1:2-Niederlage gegen die Schweiz seine internationale Karriere.

## Titel/Auszeichnungen
- PFA Team of the Year (3): 1993/94 (1. Liga), 1999/2000 (1. Liga), 2005/06 (2. Liga)